# 上方柳次・柳太
上方 柳次・柳太（かみがた りゅうじ・りゅうた）は、日本の昭和時代に活動した漫才コンビ。同時期にデビューした「はんけん」こと若井はんじ・けんじに対し、「柳柳」の略称で呼ばれて人気を博した。

## メンバー
- 上方 柳次（かみがた りゅうじ、1931年（昭和6年）4月28日 - 1999年10月10日（68歳没）[1]）

ツッコミ担当。本名：沢田 敏治。徳島県出身（大阪市東横堀生まれとも）。喜劇の2代目博多淡海に入門。淡海が一座を解散した1949年（昭和24年）ごろ、三遊亭柳枝の柳枝劇団に入団し、沢田二郎を名乗る。
柳太に先立たれた後も相方を変え、長年にわたって活動を続けた。肝硬変で死去。
- 上方 柳太（かみがた りゅうた、 1930年（昭和5年）[2] - 1979年（昭和54年）3月24日[3]）

ボケ担当。本名：福井 靖益。三重県伊賀上野出身。団員だった実兄を頼って柳枝劇団に入団、河合金児を名乗る。
額が広く、「デボチンの柳太」の愛称で呼ばれた。肺がんで死去。

## コンビ経歴
柳太がはじめ実兄にコンビの結成を持ちかけるも断念。その後、柳太の兄が劇団の地方巡業で大阪を留守にしている間に、柳次が柳太を誘い、コンビ結成。1957年（昭和32年）、京都の富貴席でデビュー。新花月、神戸松竹座などをホームグラウンドにした。
NHKテレビの人気番組『お笑い三人組』に対抗して、神戸松竹座などで初代森乃福郎と3人で「大阪爆笑三人組」という喜劇を上演した。
柳太の死去後、柳次は1979年8月より若井けんじとコンビを結成するも、けんじの東大阪市会議員選挙への出馬のため解散。
1981年（昭和56年）からは妻の上方一枝（東京出身。1928年11月1日生まれ。あした順子・ひろしの順子の姉。戦前は玉川スミと音曲漫才をやっていた）と組み、道頓堀角座、浪花座に出演。1998年頃まで舞台に立った。当時は松竹芸能所属。

## 弟子
弟子には上方よしお、中田カウス（中田アップ門下に移籍）らがいる。

## 受賞歴
- 1976年 第11回上方漫才大賞 奨励賞[1][2]
- 2012年 第16回上方演芸の殿堂入り[2]

## ギャグ
- 「いやぁ～、会いたかったよォ～[2]」 - 柳次のギャグ。オール阪神・巨人の阪神に引き継がれた。
- 「よう来たなぁ」[5]
- 「そんなこと言いなや、今さら」
- 「しゃぁさかい、まかせなさ～い」[2]
- 「びびんちょ」
- 「～しゃんな」[5]

## レコード
- 当代サラリーマン節／まってて小唄（東芝レコード）

## メディア出演
映画
- 吹けば飛ぶよな男だが（1968年）

演芸放送番組
- 演芸まんがショー（1967年）
- おはこ寄席（1968年）

テレビドラマ
- 素浪人 月影兵庫 第2シリーズ 第10話「空家に花が咲いていた」（1967年）※・柳太のみ
- 道頓堀（1968年）
- 野次馬がいく 第24話「頑張れ!おたずね者」（1968年）
- すいーとぽてと 第4話（1971年）